# Долбилин, Николай Петрович
Николай Петрович Долбилин (род. 19 декабря 1943 года) — советский и российский математик, профессор, доктор физико-математических наук.

## Биография
Окончил МБОУ «СОШ № 10» г. Ангарска, Иркутская обл.
Окончил мехмат МГУ (1965) и аспирантуру Математического института им. В. А. Стеклова АН СССР, Отдел геометрии (1966—1969).
С 1969 г. работает в Математическом институте им. В. А. Стеклова АН СССР (РАН), в настоящее время — ведущий научный сотрудник.
С 1 сентября 2001 по совместительству профессор МГУ имени М. В. Ломоносова, Механико-математический факультет, Отделение математики, Кафедра теории чисел.
Доктор физико-математических наук (2000). Специальность ВАК: 01.01.04 (геометрия и топология). Профессор.

## Научная деятельность

### Область научных интересов
Решётки и разбиения пространства, кристаллы и квазикристаллы, апериодические разбиения, неизгибаемые и изгибаемые многогранники, модель Изинга, математическое образование.

### Учебно-просветительская деятельность
Николай Петрович уделяет внимание и популяризации математики среди школьной молодёжи, тесно сотрудничает с Лабораторией популяризации и пропаганды математики МИАН.

### Основные публикации
- Локальный критерий правильности системы точек // ДАН СССР, 227(1), 1976, 319—322 (совм. с Б. Н. Делоне, М. И. Штогриным и Р. В. Галиулиным).
- A local criterion for regularity of a system of points // Soviet Math. Dokl., 17, 1976, 319—322 (with B. N. Delone, M. I. Stogrin, and R. V. Galiulin).
- The Countability of a Tiling Family and the Periodicity of Tiling // Discr. and Comput. Geometry, 13, 1995, 405—414.
- The Extension Theorem // Discrete Mathematics, 221(1-3), 2000, 43-60.
- The two-dimensional Ising model and the Kac-Ward determinant // Izvestiya of Russian Academy of Sciences, Mathematics, 63(4), 1999, 707—727 (jointly with Ju. M. Zinoviev, A. S. Mischenko, M. A. Stan’ko, and M. I. Stogrin).
- Multiregular point systems // Discr. and Comput. Geometry, 20, 1998, 477—498 (jointly with J. C. Lagarias and M. Seneshal).

научно-популярные труды
- Правильные системы : (Введ. в мат. кристаллографию). — Москва : Знание, 1978. — 62 с. : ил.; 20 см. — (Новое в жизни, науке, технике. Серия «Математика, кибернетика». № 12)
- Четвёртая Соросовская олимпиада школьников 1997—1998. Математика / Панфёров В. С., Алексеев В. Б., Долбилин Н. П., Шарыгин И. Ф. и др. М.: МЦНМО, 1998. 165 с. Вып. 40000. ISBN 5-900916-22-7.
- Жемчужины теории многогранников / Н. П. Долбилин. — М. : Изд-во Моск. центра непрерыв. мат. образования, 2000. — 39, [1] с. : ил., табл.; 20 см. — (Библиотека «Математическое просвещение» Вып. 5).; ISBN 5-900916-48-0